# HMS Hydrangea (K39)
«Гортензія» (англ. HMS Hydrangea (K39) — військовий корабель, корвет типу «Флавер» Королівського військово-морського флоту Великої Британії за часів Другої світової війни.
Корвет «Гортензія» був закладений 22 листопада 1939 року на верфі компанії Ferguson Bros. Ltd., в Порт-Глазго. 4 вересня 1940 року він був спущений на воду, а 3 січня 1941 року увійшов до складу Королівських ВМС Великої Британії.
18 травня 1941 року «Гортензія» разом з есмінцями «Рамсі», «Ріплі», «Волкер», «Вотчмен», шлюпом «Енчантресс», корветами «Блюбел», «Кендітюфт», «Волфлавер», «Ханісакл», «Тюліп» і тральщиком «Саламандер» увійшов до складу ескортної групи конвою HX 125, який супроводжував з Галіфаксу до Британії.
3 серпня 1941 року корвет «Гортензія» при супроводженні конвою SL 81 зі Сьєрра-Леоне до Британії, разом з есмінцями «Вондерер» і «Сент-Олбанс» затопили німецький підводний човен U-401.